# Thyene bivittata
Thyene bivittata là một loài nhện trong họ Salticidae.
Loài này thuộc chi Thyene. Thyene bivittata được Xie & Peng miêu tả năm 1995.